# Kozáci

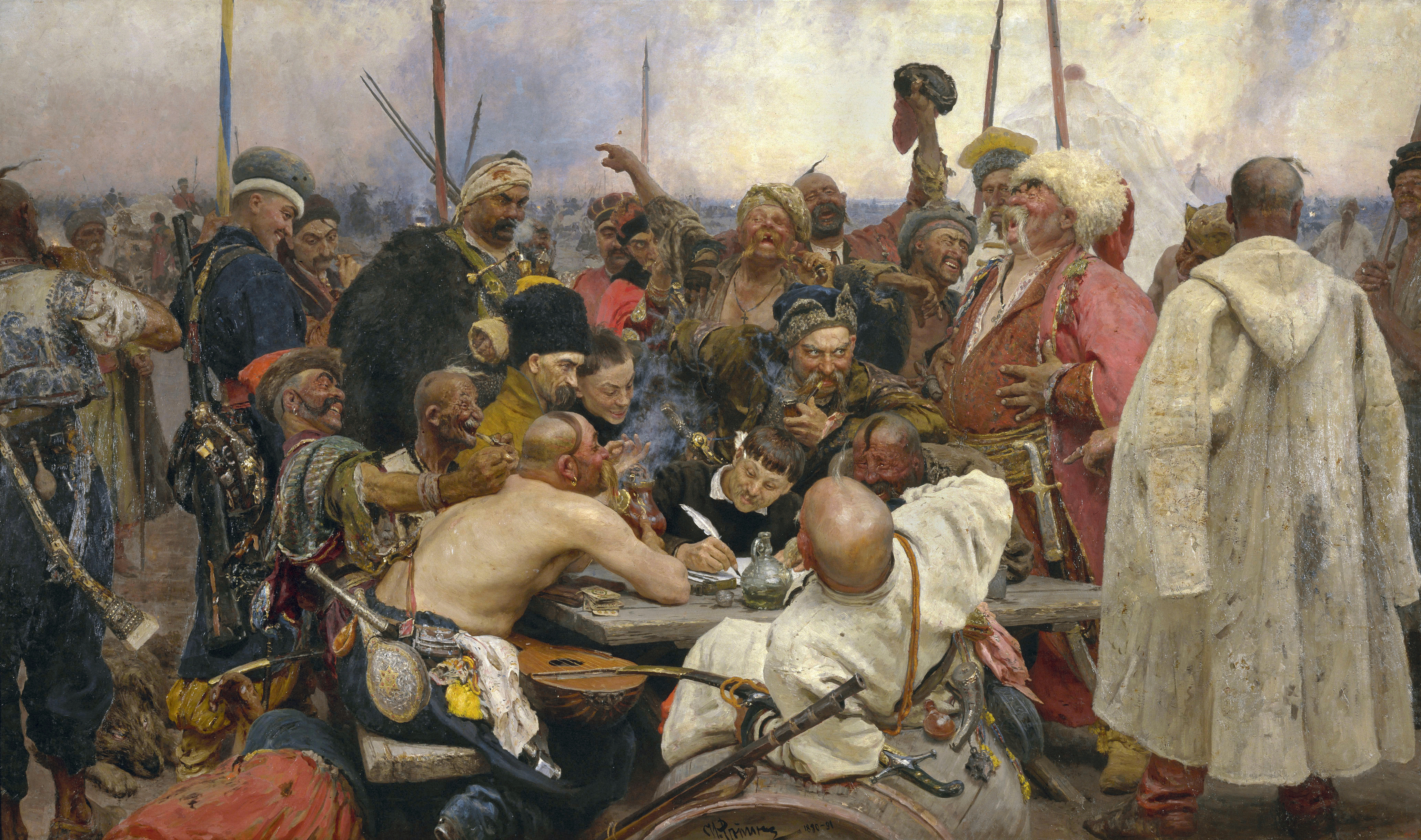
Ilja Repin: Záporožští kozáci píší dopis tureckému sultánovi (1880–1891)

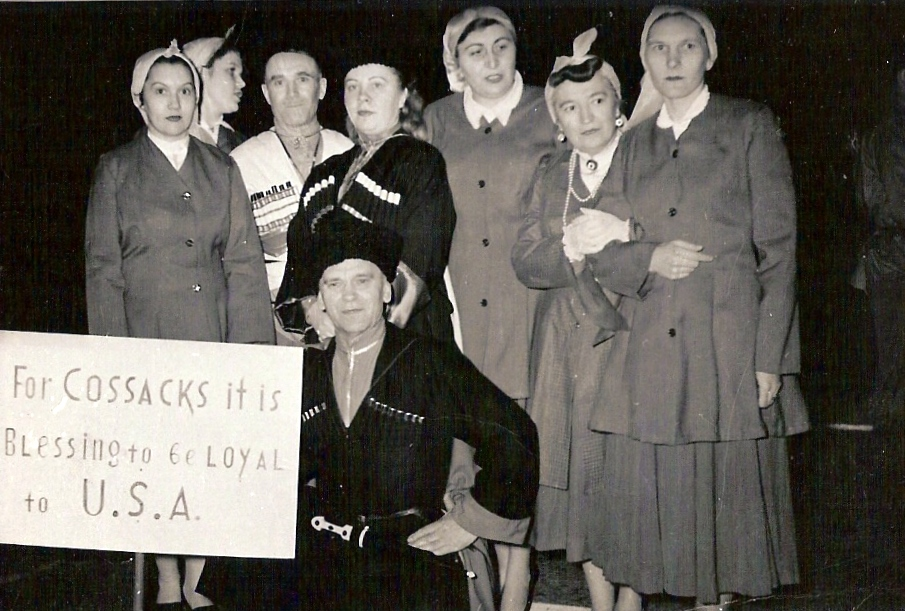
Americká kozácká rodina v 50. letech

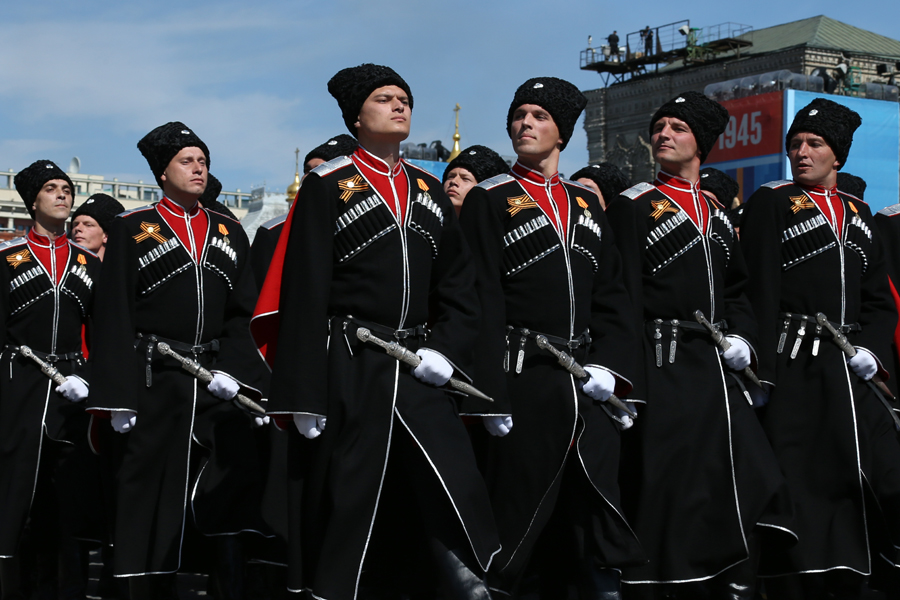
Pochodující kozáci na rudém náměstí

Kozáci jsou převážně východoslovanské pravoslavné svazy svobodných obyvatel, zemědělců a válečníků pocházející z ukrajinských a jihoruských stepí. Historicky šlo o polokočovné a polovojenské obyvatelstvo, které žilo pod jmenovitou suzerenitou různých východoevropských států té doby. Za vojenskou službu jim byla umožněna velká míra samosprávy. Kozáci byli zvláště známí držením demokratických tradic.
Obývali řídce osídlené oblasti v povodí řek Dněpr, Don, Těrek a Ural a sehráli důležitou roli v historickém a kulturním vývoji Ukrajiny i Ruska.
Vládci polsko-litevské unie a ruské říše obdařili kozáky jistými zvláštními výsadami výměnou za vojenskou povinnost sloužit v nepravidelných jednotkách (většinou jezdectvu). Různé kozácké skupiny byly organizovány podél vojenských hranic s velkými autonomními skupinami nazývanými kozácké vojsko. Každé vojsko mělo území sestávající z přidružených vesnic zvaných stanice. Existovala řada regionálních kozáckých svazů či vojsk, z nichž nejvýznamnější byli záporožští, donští, kubáňští a těrečtí kozáci. Vůdce kozáckého svazu se nazývá ataman.
Kozácký způsob života přetrvával do 20. století, ačkoli rozsáhlé společenské změny ruské revoluce narušily kozáckou společnost stejně jako kteroukoli jinou část Ruska; mnoho kozáků po vzniku Sovětského svazu odešlo do jiných částí Evropy, zatímco jiní zůstali a asimilovali se do komunistického státu. Soudržné jednotky založené na kozácích byly organizovány a během druhé světové války bojovaly na straně Německa i SSSR.
Po druhé světové válce Sovětský svaz kozácké jednotky v sovětské armádě rozpustil a mnoho kozáckých tradic bylo během Stalinovy vlády a jeho nástupců potlačeno. Za éry perestrojky na konci 80. let se potomci kozáků přestěhovali, aby oživili své národní tradice. V roce 1988 Sovětský svaz přijal zákon, který umožňuje znovuobnovení bývalých kozáckých vojsk a vytvoření nových. Během 90. let 20. století mnoho regionálních úřadů souhlasilo s předáním některých místních administrativních a policejních povinností svým kozáckým předákům.
Při sčítání lidu v Rusku roku 2002 se 140 028 lidí přihlásilo ke kozácké národnosti, zatímco při sčítání v roce 2010 se za kozáky označilo 67 573 lidí. Při sčítání obyvatel v letech 2020-2021 se počet kozáků v Rusku snížil na 50 490. S kozáckou kulturní identitou se po celém světě spojuje 3,5 až 5 milionů lidí, někteří chápou kozáctvo jako nezávislé etnikum (Kozáci s velkým „K“). Kozácké organizace působí v Rusku, Kazachstánu, na Ukrajině, v Bělorusku a ve Spojených státech amerických.

## Název
Slovo kozák (množné číslo kozáci, ukrajinsky козаки́, rusky казаки́ či козаки́, bělorusky казакi, polsky Kozacy, slovensky kozáci, maďarsky kozákok, finsky Kasakat, estonsky Kasakad) s největší pravděpodobností pochází z totožného turkického slova kazak a znamená „svobodný člověk“ nebo také „dobrodruh“, a plně se tak shoduje s kazašským názvem příslušníka národa Kazachů, tj. казак.
Jiní spojují ruský název казаки s názvem Chazarů – kazari, kočovného národa kdysi žijícího mezi Volhou a Dněprem, či Kirgizy, kteří se sami nazývají kajsaki.[zdroj⁠?!] Další etymologické hypotézy hovoří o mongolském původu slova, kde ko- znamená ochrana a -zach hranice.
První ruské písemné zmínky o kozácích jsou z ruských letopisů a kronik z let 1395 a 1444. V obou se zmiňují jako samostatná vojenská vrstva společnosti.

## Původ

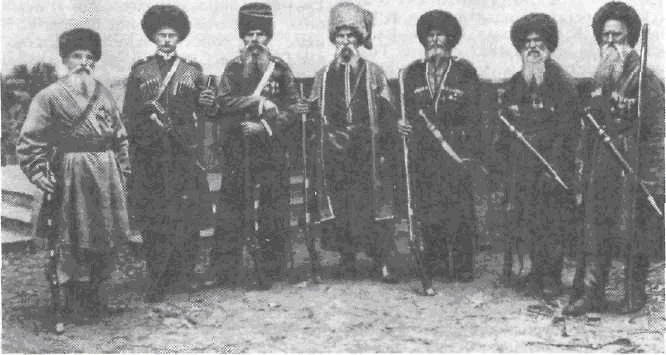
Kubáňští kozáci na konci 19. století

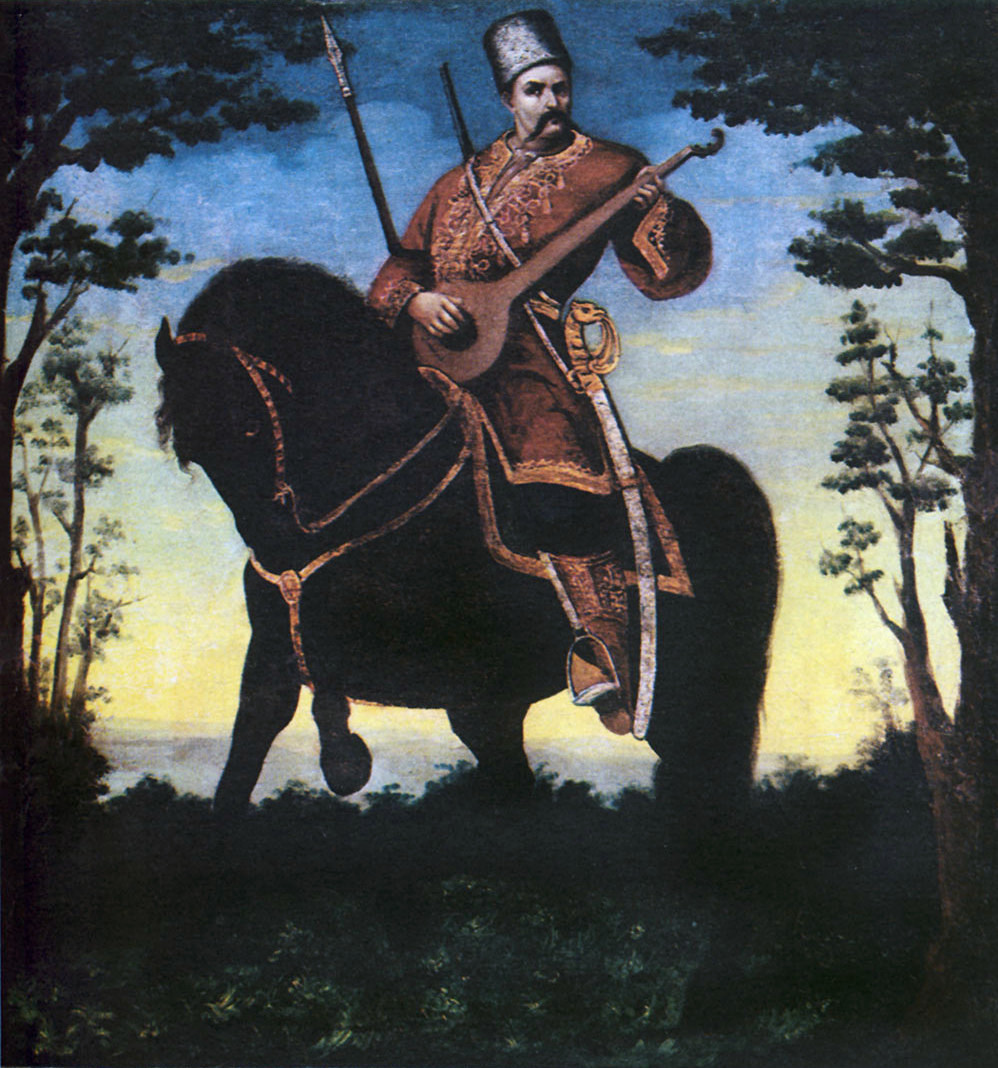
Kozácký bandurista, 1890

Etnický původ kozáků má dvě teorie. První hovoří o uprchlých ruských a ukrajinských nevolnících a dezertovaných Tatarech. Tuto teorii uvedli v život sovětští historici. Komunistická vláda potřebovala prokázat, že kozáci nejsou samostatným etnikem, ale pouze společenskou vrstvou, která požívá neoprávněných výhod. Někteří postsovětští historici, jako například Boris Uspenskij nebo spisovatel Viktor Suvorov, tuto teorii účelově udržují při životě i nadále. Jinak by totiž likvidace kozáků prováděná bolševickou vládou (raskazačivanie) naplňovala všechny znaky definice genocidy.
Podle druhé teorie, již zastávali např. významní sovětští historikové Lev Gumiljov či Valerij Šambarov, pocházejí kozáci etnicky především z potomků pravoslavných Chazarů a z Polovců (Kumánů), Pečeněgů, Baškirů, Oghuzů a dalších kočovných kmenů turkického původu.
S kuriózní teorií přišel počátkem 20. století historik Jevgraf Savelev, který původ kozáků odvozoval od středověkých říčních pirátů uškunniků, kteří byli varjažského původu a v 11.–13. století ovládali oblast horního Povolží, zvláště okolí Vjatky, odkud svými nájezdy terorizovali severní Rusko, včetně Novgorodu. Podle této teorie by byli kozáci nepřímo dědici Vikingů (Varjagů).
Podle současných výzkumů je nejpravděpodobnější, že na formování kozáků měli podíl turkičtí kočovníci v oblasti Divokých polí, kteří zde pod vlivem Slovanů začali přecházet k usedlému způsobu života a zemědělství.[zdroj⁠?!] Podíl na formování kozáků měli rovněž uprchlí nevolníci z Ruska a Polska, kteří se v těchto komunitách usazovali.

## Osídlení

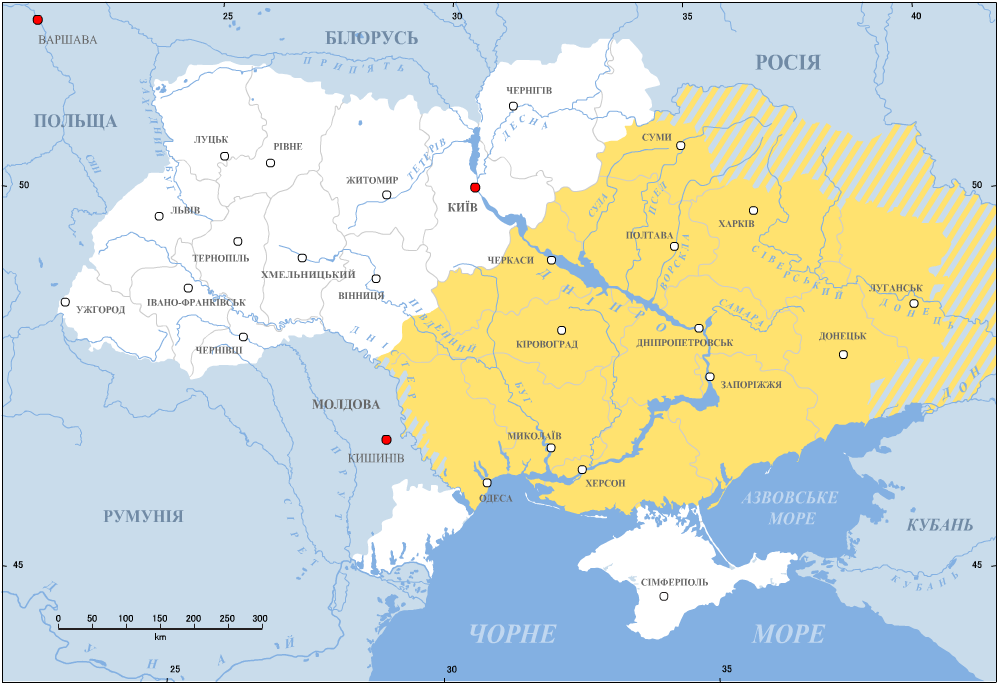
Mapa divokých polí v 17. století

Původní osídlení kozáků bylo v povodí Donu, kde sídlilo donské vojsko, a také v povodí Dněpru (na území dnešní východní Ukrajiny), tzv. Záporožská Sič, kde sídlili záporožští kozáci, odlišní od ostatních skupin oděvem, účesem i výzbrojí. Šlo o oblasti sahající od středního toku Volhy přes linii městských pevností jedoucí od Rjazaně k Tule. S rozšiřováním carské moci se spolu s hranicemi postupovali na jih a východ. V době svého největšího rozmachu, v době od 16. do 19. století, utvořili několik center, největší z nich byly na řekách Jaiku, Don, Kubáň a Těrek. Další významná kozácká vojska byla z okolí Astrachaně a Orenburgu. Kubáňští kozáci pocházející z dnešní východní Ukrajiny, byli z dněperského ostrova Chortycja u Záporoží přesídleni carevnou Kateřinou Velikou na Kubáň, čímž mělo být ukončeno jejich nepřátelství s Poláky. Kozáci pro carské Rusko od počátku 16. století získali prakticky celou Sibiř a dále pak Aljašku a vytvořili pak 17 dalších kozáckých vojsk. Z nově vzniklého Sibiřského kozáckého vojska se později oddělilo Semirečenské vojsko v Kyrgyzstánu v Turkestánu, Zabajkalské, Amurské a Ussurijského vojsko. Menší oddíly byly i v Krasnojarsku, Irkutsku a na řece Jenisej.

## Historie

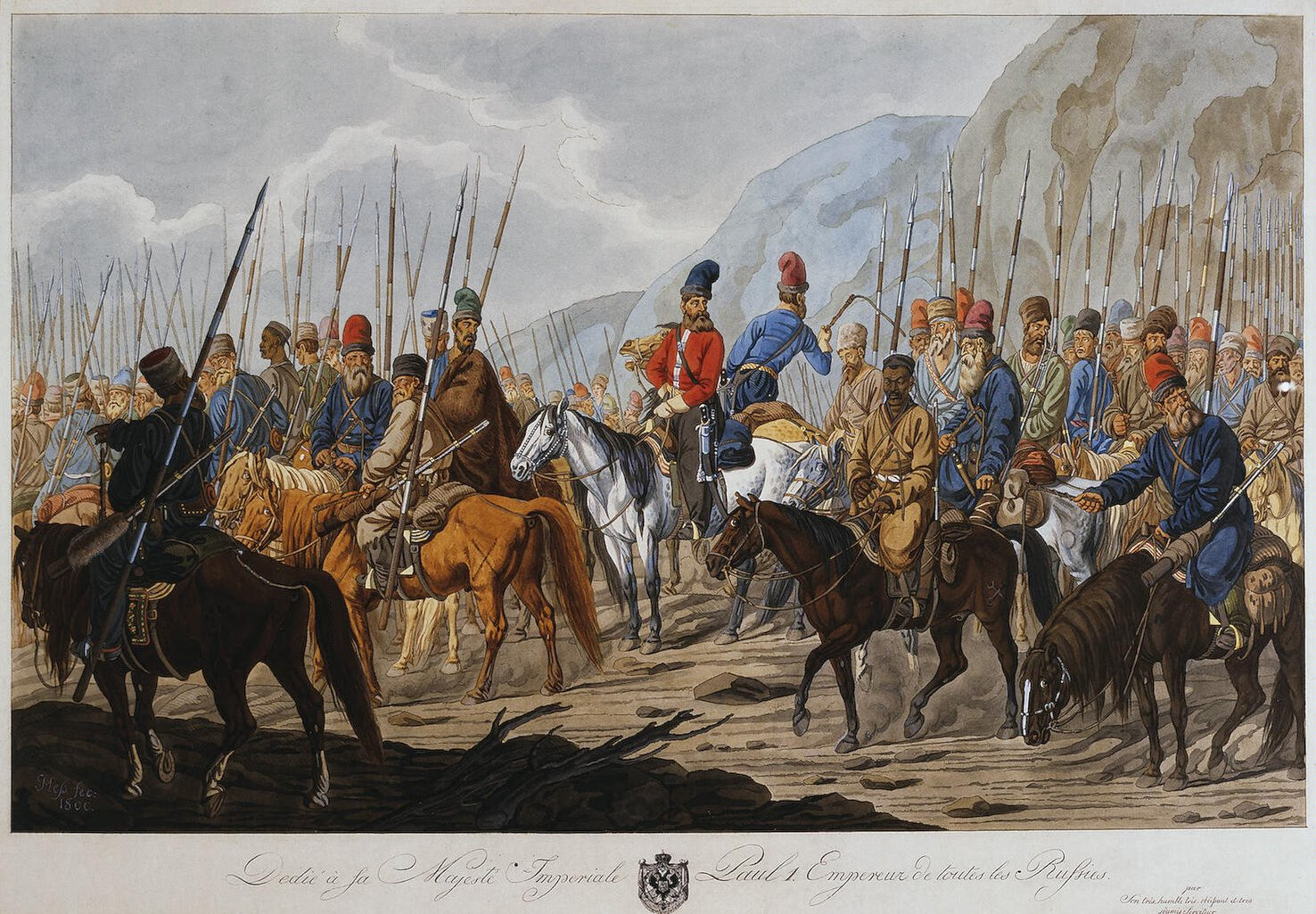
Uralští kozáci, c. 1799

Ve 14.–15. století se začaly ve stepích oblasti Divokých polí usazovat v rámci vládnoucí Zlaté Hordy kočovné turkické kmeny a zakládaly zde osady. Jejich živobytí bylo do značné míry založeno na loupeživých výpravách do Rusi. V 15. století se velká část Divokých polí stala součástí litevského státu a tamní kozáci se tak ocitli na pohraničí Litvy a Krymského chanátu, který přes jejich území často podnikal loupežné výpady. Od 15. století až do jeho porážky a obsazení Ruskem roku 1783 bylo Tatary z Krymského chanátu odvlečeno a prodáno do otroctví v Osmanské říši okolo 3 milionů obyvatel východní Evropy, především Ukrajinců a také některých Rusů, ale i Bělorusů a Poláků, a rozsáhlé oblasti jihoruských a ukrajinských stepí zůstaly vylidněny. Proto na obranu proti nim ruská knížata zakládala pevnosti (rusky stanicy), kde usazovala a platila část z turkického vojska, která nepodléhala, vzpírala se nadvládě chánů, byli svobodní (turkicky kazak). Kozáci se formovali do válečnických skupin na obranu před nájezdy Tatarů, Nogajců, Kalmyků a dalších kočovných etnik.
Sami kozáci však prováděli nájezdy proti krymským Tatarům, Osmanské říši a Persii, na nichž získávali kořist a otroky. Záporožští kozáci na svých čajkách na počátku 17. století vyplenili turecký Trabzon a dokonce i předměstí Istanbulu, zatímco donští kozáci pod velením Stěnky Razina vyplenili perská města na pobřeží Kaspického moře a osvobodili řadu křesťanských otroků. Jako svobodní ale přijímali pod svou ochranu i uprchlé rolníky slovanského původu, kteří se chtěli vymanit z postavení nevolníků a přijímali je do svých řad. Tak se postupně poruštili[zdroj?] (jde o starou ruštinu, běloruštinu, ukrajinštinu, společnou oblasti dnešních východoslovanských zemí). Až do pol. 17. stol. měli na Rusi nevolníci právo svobodného stěhování ve dvou podzimních týdnech (konec září, počátek října) a využívali tohoto práva často právě odchodem mezi kozáky. O tuto výsadu rolníky připravil car Alexej Michajlovič roku 1649, ilegální útěky ale pokračovaly nadále.
Kozáci se po jistou dobu stali důležitým prvkem v soupeření tří mocností, Polska, Turecka a Ruska; nejprve se nakrátko spojili s Turky, ale nakonec se rozhodli pro Rusko. V roce 1654 vojenská a území rada zvážila alternativy, které se otevíraly před kozáky - poddanství Polsku, věrnost Turecku nebo věrnost Moskvě - a rozhodla se ve prospěch pravoslavného cara. Kozáci se příliš identifikovali s ochranou křesťanství a především jeho pravoslavné větve na to, aby byli přístupni muslimskému lichocení. Nejlepší podmínky rozvoje a autonomie jim nabízely turecké instituce, ale kozáci i tak odmítli.

### Záporožské vojsko

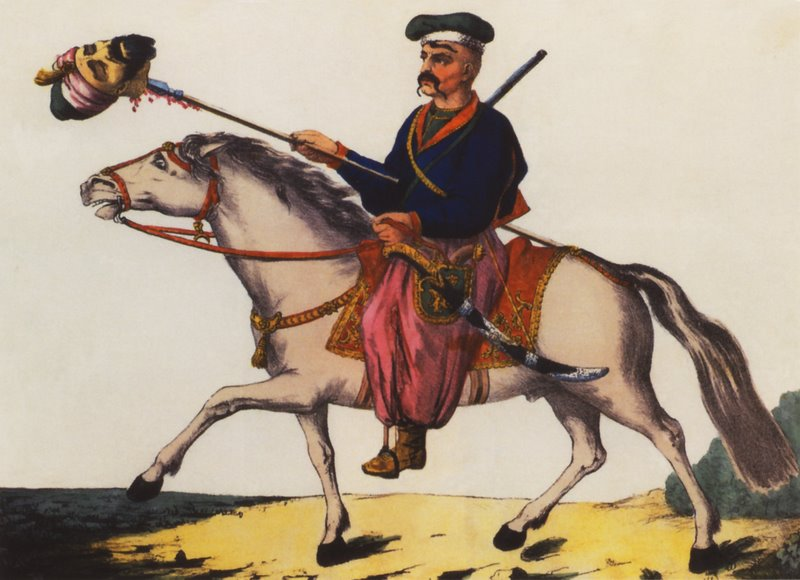
Kozák s hlavou Tatara, 1786

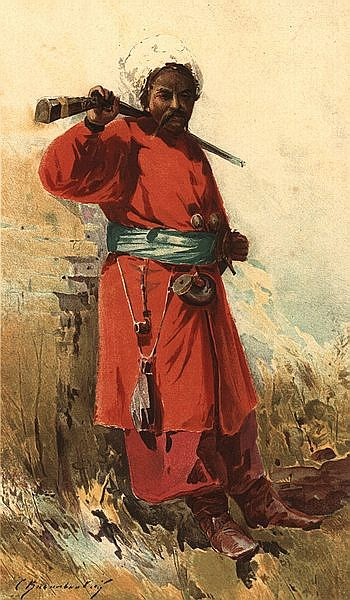
Pěšák záporožského vojska, 17.–18. století

Jinou, ale obdobnou, historii má Záporožské vojsko, které se formovalo v oblasti dnešní Východní Ukrajiny dříve známé jako Divoká pole, ovládané polsko-litevským státem. Záporožci, žijící v oblasti dolního toku Dněpru, od 15. stol. bránili expanzi polských králů, litevských knížat a německých rytířů do ukrajinských stepí. V 16. stol. se stali součástí polsko-litevského státu (Rzeczi Pospolité), kde získali postavení ochránců hranic před Tatary, spojené s rozsáhlými svobodami. Zároveň vznikly oddíly registrovaných kozáků, které od roku 1533 sloužily v armádě polskolitevského státu, o jejich vznik se nejvíce zasadil plukovník Ostap Daszkewicz. Vměšování polské šlechty do pohraničních oblastí Ukrajiny a oklešťování kozáckých privilegií vyvolaly několik povstání, např. povstání Severyna Nalywajka a Hryhorije Lobody z let 1593–1597, které se polským silám ještě podařilo potlačit. Nejrozsáhlejší bylo Chmelnického povstání z let 1648–1657, které doprovázely masakry civilistů a skončilo rozdělením Ukrajiny mezi Rusko a polsko-litevský stát. Později proběhla ještě další povstání, např. Petra Dorošenka na konci 17. století nebo Ivana Honty v roce 1768. Kozáci v nich projevili velkou statečnost, ale také nesmírnou brutalitu a krutost, spojenou zejména s masakrováním Židů.
Záporožský ataman Kosťa Hordienko spolu s hejtmanem Ivanem Mazepou se spojili se Švédy a bojovali proti Rusku v Severní válce, druhá polovina kozáků zůstala věrná Rusku a Švédy pomohla porazit. Proto byla roku 1709 na rozkaz Petra Velikého jejich sič zlikvidována – záminkou bylo Bulavinovo povstání vedené atamanem donských kozáků Kondratijem Afanasjevičem Bulavinem.[zdroj?] Kozáci ze siče ve velkém množství uprchli na území Krymského chanátu, odkud se vrátili až v roce 1734. Brzy vytvořili novou Sič, ale i ta byla nakonec roku 1775 carskou mocí zlikvidována, čímž na Ukrajině zanikla kozácká autonomie.[zdroj?]
Mezi lety 1650–1765 Záporožci spoluorganizovali s ruským carstvím v řídce osídleném Ostrožském, Charkovském, Aktyrském, Sumském a Iziumském regionu svobodné kozácké osady. Jejich autonomie se udržela do 28. července 1765, kdy ji dekretem zrušila Kateřina Veliká. Kozácké jezdecké jednotky se přeměnily na husary,[zdroj⁠?!] kteří se stali součástí pravidelné carské armády. Stařešinové dostali automaticky šlechtický titul a důstojnickou hodnost. Kozáci, kteří tak neučinili, byli odsunuti z polské hranice směrem na východ. Přesídlením záporožských kozáků do podhůří Kavkazu do okolí řeky Kubáň vzniklo koncem 18. století Kubáňské vojsko.

### Kozáci v rámci polsko-litevského státu

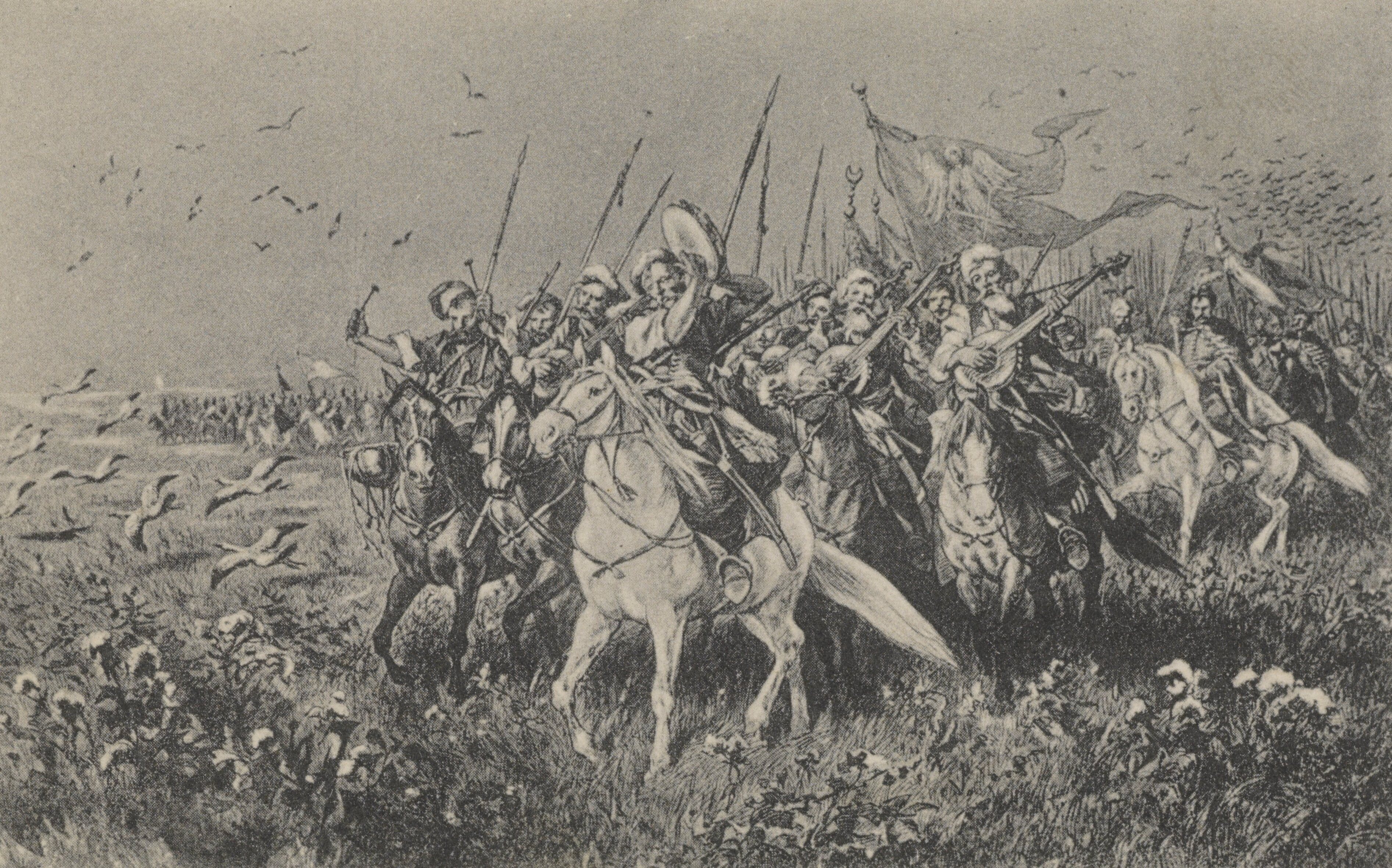
Postup společného kozáckého-tatarského vojska

V pramenech jsou kozáci poprvé zmíněni roku 1444, kdy chránili Pereslav Záleský před nájezdem Tatarů, tehdy to však patrně nebyli stepní jezdci, podle pramenů přijeli k městu na člunech a bojovali sekerami. Roku 1572 polský král Zikmund II. August vydal příkaz k sepsání seznamu registrovaných kozáků. Tento první seznam obsahoval asi 300 jmen. První kozáci dostali od polského státu za svou službu peníze. Opatřil jim i oděv a výstroj. Ponechal jim samosprávu a samostatný soud. Během vlády Štěpána Báthoryho v roce 1578 se počet registrovaných kozáků rozrostl na 600. Kozákům byla přenechána správa nad městem Terechtemirov u Perejaslavli spolu s nedalekým klášterem. Ve městě byla umístěna kozácká zbrojnice a nemocnice. Rzeczpospolita tak získala skvělé bojovníky na ochranu svých jižních hranic před útoky Osmanské říše a jejích spojenců.
V následujícím období získalo jejich vojenské umění dobrou pověst, kozácké jednotky si začaly najímat i západoevropské země. Kozáci žijící na Ukrajině v okolí řeky Dněpr se soustředili kolem města Záporoží, kde vytvořili svou největší pevnost zvanou Záporožská Sič. Kolem roku 1530 se tato sič stala jejich centrem. Zde sídlil koš, což byl jejich hlavní a nejvyšší samosprávný orgán, jehož velitel byl volen na jeden rok a nazýval se košový ataman nebo prostě košový[zdroj?]. Volila ho rada siče skládající se ze stařešinů, což byl kozácký ekvivalent důstojníků. Taková svérázná kozácká republika existovala na Záporožské Siči do roku 1654.
Kozáci se formálně dělili na kureny, jakési jednotky, kterých bylo dohromady nejvíce 38. Nižším stupněm ve vojenské hierarchii byl polk (pluk). Ten se dále dělil na sotni (setniny), nebo roty a ještě nižší stance (obce). Kozáci vedli aktivní boj proti jinověrcům, kterými pro ně byli zejména krymští Tataři, Turci, polští a litevští katolíci, Židé i ostatní zejména západoevropští přistěhovalci na Ukrajině. Záporožská Sič tak sehrála významnou roli při formování ukrajinského národa a v jeho boji za samostatnost v 16.–18. století.
Rzeczpospolita zprvu využívala kozáků jako vojsko, a do jejich vnitřních záležitostí příliš nezasahovala, což kozákům velmi vyhovovalo. Litevská a polská šlechta však od 17. století začala zabírat jejich území a nedbajíc na jejich status samostatného svobodného obyvatelstva, dělala z nich své poddané. Registrovaných kozáků se pokoušela využít k potlačení ukrajinského národního hnutí. Kozáckým velitelům byly udělovány šlechtické tituly, ani to však nepomohlo a jednotky registrovaných kozáků často přecházely k povstalcům. Začátkem 17. století proběhlo několik krvavých kozáckých povstání. Největší z nich vedl Bohdan Chmelnický v letech 1648–1654. V 1649 povolil polský král Chmelnickému zvýšit počet registrovaných kozáků na 40 tisíc, ale již roku 1651 po Berestecké bitvě se musel jejich počet snížit na 20 tisíc. Povstání se velkou měrou podílelo na kolapsu Republiky obou národů. Po Perejaslavské radě v roce 1654 se Kozácký hejtmanát - současná levobřežní Ukrajina poprvé spojila s Ruským carstvím, tehdy byl sestaven i poslední seznam registrovaných kozáků. Nacházelo se v něm 60 tisíc jmen. V tomto soustátí setrvala Ruská říše až do začátku 20. století.

### Carští kozáci

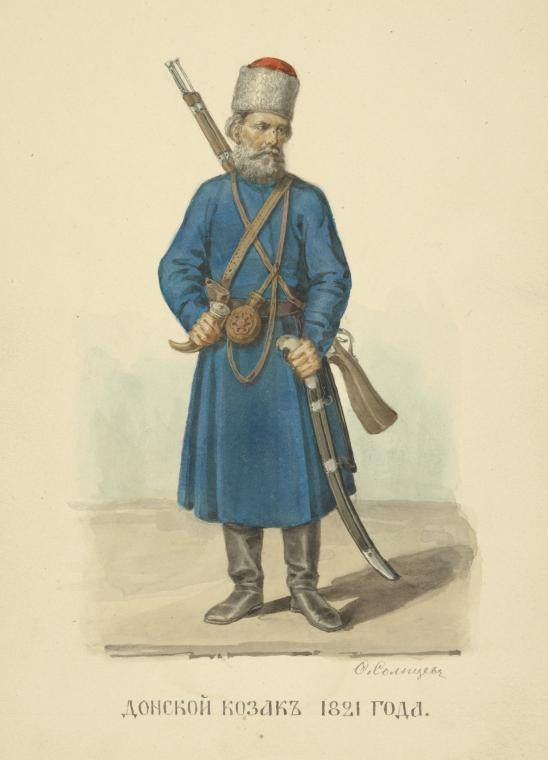
Donský kozák okolo roku 1821

V polovině 16. století bojovali kozáci ve vojsku Ivana IV. Hrozného při dobývání Kazaně a Astrachaně. Právě Ivan pak kozákům potvrdil právo svobodného života, výměnou za povinnost ochrany hranic ruského státu, přiznal kozákům i žold ve formě zbraní a zlata, který byl ale vyplácen nepravidelně. Kozáci tak v Rusku plnili v 16. a 17. století zejména funkci ochrany hranic a příhraničních oblastí před nájezdy Tatarů a Nogajců. Později pomáhali při podmaňování Sibiře, Kavkazu a Dálného východu. Dobývání Sibiře započal na sklonku 16. století kozácký ataman Jermak Timofějevič, když porazil Kučuma, chána Sibiřských Tatarů. Postup kozáků na východ probíhal velice rychle. Roku 1632 založil kozák Pjotr Beketov pevnost Jakutsk a tím otevřel cestu k obsazení východní Sibiře. V roce 1645 kozák Vasilij Pojarkov proplul po řece Amur do Ochotského moře, kde objevil Severní Sachalin a následně se vrátil do Jakutska. Další ruský kozák Semjon Ivanovič Děžňov přeplaval z ústí řeky Kolymy v Severním ledovém oceánu do řeky Anadyr v Tichém oceánu a objevil průliv mezi Asií a Aljaškou. Kamčatku prozkoumal a obsadil v letech 1697–1699 kozák Vladimir Vasiljevič Atlasov, neblaze proslulý svou hrabivostí a brutalitou.
Kozáci mají podíl na událostech tzv. smutné doby počátkem 17. století. Zpočátku sice podporovali Lžidimitrije I. a tvořili podstatnou část jeho armády, po jeho zavraždění ale měli velký význam při zvolení Michala III. za cara.V 17. a 18. století se ruské kozáctvo podílelo velkou měrou na povstáních a útocích proti Ruskému carství. Z jeho řad vzešli mnozí organizátoři kozáckých a rolnických povstání, jako například Stěnka Razin a Jemeljan Pugačov. Roku 1671, po porážce povstání Stěnky Razina, se ruskému carovi Alexeji podařilo dostat kozáky pod kontrolu. Z dobrovolných spojenců se tak stali carskými poddanými. Do jejich organizace stále více zasahovala carská moc, která ji do konce 17. století začala upravovat v souladu s vlastní administrativou. Od roku 1721 spadali kozáci pod Vojenské kolegium, které bylo jakýmsi předchůdcem Ruského ministerstva obrany. V tomtéž roce Petr I. Veliký pozastavil volbu atamanů kozáků a nařídil jejich výběr carskou mocí. Po likvidaci Pugačovova povstání v roce 1775 během panování Kateřiny II. byly zlikvidovány i poslední prvky kozácké autonomie. V 1798 byly kozácké hodnosti nahrazeny armádními, kozáčtí stařešinové probrali důstojnické hodnosti a dostali šlechtické tituly.
V 19. století se kozáci, kteří udržovali jediní profesionální stálou bojovou pohotovost, stali de facto páteří carské armády a označení kozák se v době carského režimu stalo takřka synonymem pro vojáka. To však není přesné, v carském Rusku byli kozáci elitní složkou armády, podobně jako „britští“ Gurkhové, rovněž tradičně bojovný národ. V roce 1802 vydali první armádní směrnice pro kozácká vojska. Od roku 1827 byl za nejvyššího atamana všech kozáckých vojsk v carském Rusku volen následník trůnu. V 1838 byl vytvořen organizační řád pro kozácké oddíly, ty v 1857 přešly pod správu velení (od 1867 Hlavního velení) nepravidelných (od 1879 kozáckých) vojsk ministerstva války, od roku 1910 podléhající Hlavnímu štábu.

### Donské vojsko

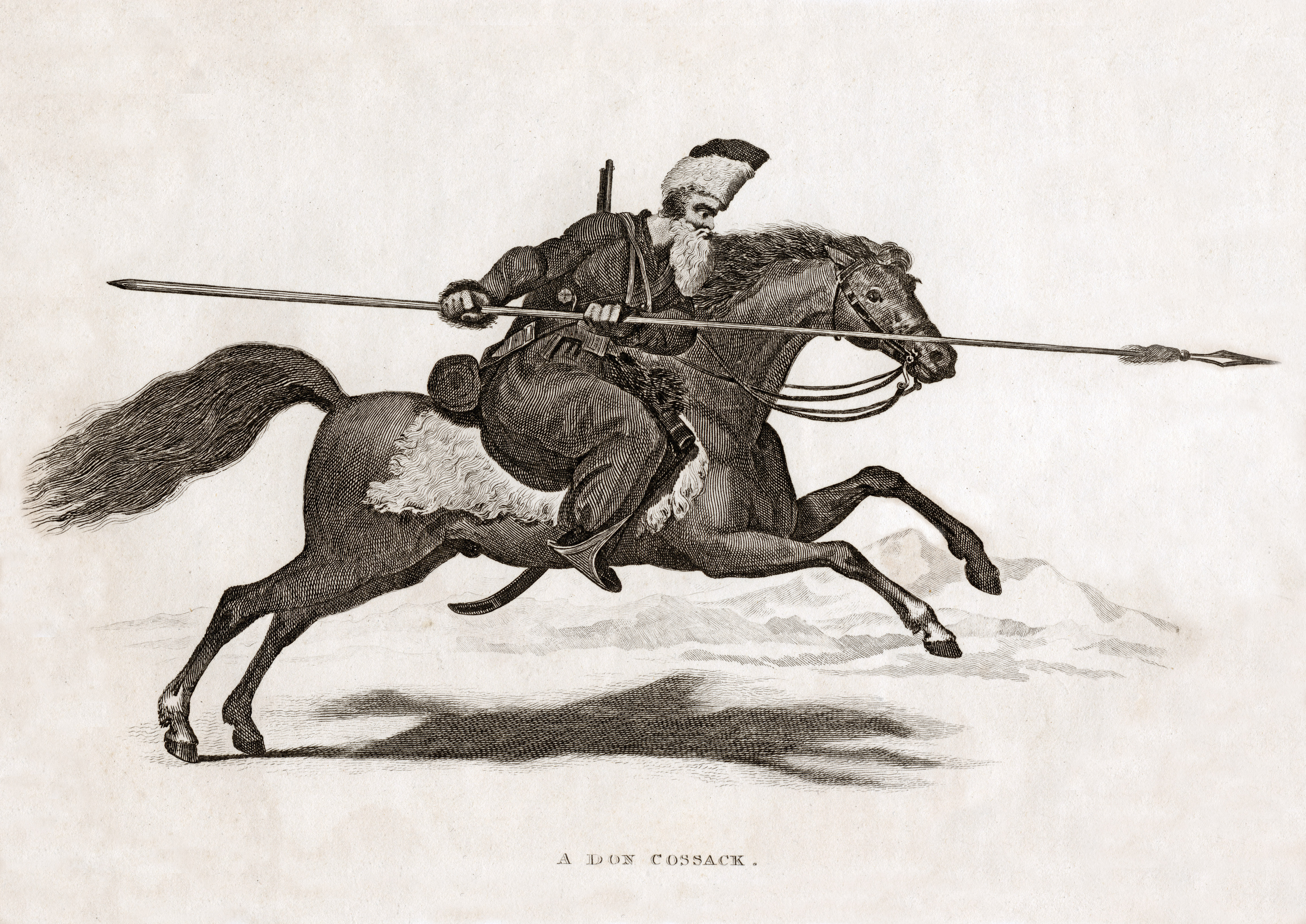
Donský kozák na začátku 19. století

Nejstarším kozáckým vojskem je vojsko Donské, doložené již v 16. století. Po dohodě s cary rozšiřovali hranice Ruské říše a chránili její hranice. Tak vznikala nová vojska (jaické vojsko, volžské vojsko, amurské vojsko, ussurijské vojsko, apod.). Tato vojska postupně utvořila jejich současné rozdělení. V 16. a 18. století se kozáci značnou měrou podíleli na povstáních proti carskému režimu, zejména pod vedením atamanů Ivana Bolotnikova, Stěnky Razina, Kondrata Bulavina, Ivana Mazepy a Jemeljana Pugačova. Po dohodě s Petrem I. se kozácká území stala řádnou součástí Ruské říše, se zachováním značné míry autonomie. V průběhu dalších století byla tato autonomie oklešťována. Např. volení atamani (vybornyje atamany) byli nahrazováni atamany dosazenými z Moskvy či Petrohradu (nakaznyje atamany).

### Po převratu
Po bolševickém převratu došlo na Donu k několika kozáckým protikomunistickým povstáním, která později přerostla do občanské války. Například pod velením bělogvardějského generála Antona Ivanoviče Děnikina bojovalo proti bolševikům 150 tisíc donských kozáků. Proto komunistický režim podnikl vůči kozákům genocidu a odhaduje se, že v letech 1919 a 1920 během ruské občanské války bylo až 500 tisíc donských kozáků a jejich rodinných příslušníků bolševiky zavražděno nebo deportováno do vyhnanství. Kozácké populace také byly těžce postiženy uměle vyvolaným hladomorem na počátku 30. let 20. století.
Zároveň již po bolševickém převratu přešla část kozáků vedená atamanem Buďonným (později maršál Sovětského svazu) k bolševikům, pod příslibem, že bolševici předají jejich kmenu půdu a statky, kdysi patřící velkostatkářům. Když Hitler zaútočil na Sovětský svaz, většina kozáků i přes antikomunismus a částečné sympatie k carskému režimu vstoupila do Rudé armády.[zdroj⁠?!]

## Vojenský význam
Z vojenského hlediska byli kozáci univerzálním druhem vojska. Vojenští odborníci je uznávali jako nejlepší lehké jezdectvo, vynikající na obchvatné manévry a útoky na týl nepřítele – tedy specifické operace, kde se plně využívala jejich rychlost ve spojení s přesným manévrováním nesemknutých formací, což bylo zvláště efektivní v boji s evropskými armádami. To potvrdili během severní a sedmileté války, jakož i během italského a švýcarského pochodu Alexandra Suvorova. Významnou měrou se podepsaly na výsledku partyzánské války proti Napoleonovi v roce 1812. Bez kozáckých šavlí se neobešla žádná rusko-turecká válka v 18. a 19. století.
Podle zákona z roku 1875 trvala kozácká služba 20 let. Začínala se ve věku 18 let. První tři roky navštěvoval kozák přípravnou třídu, čtyři roky sloužil v normální vojenské službě, osm v zlehčené službě a pět v záloze. Do služby každý přišel ve své uniformě, se střelnou i chladnou zbraní a jezdeckým koněm. Za přípravu, výcvik a vojenskou službu nesla odpovědnost kozácká Občina – stanice.
Koncem 19. století mezi kozáky stále převládal silný smysl pro soudržnost a nadřazenost, pramenící z jejich způsobu života, i loajalita k carské vládě. Proto byli často nasazováni na potlačení vzpour a nepokojů, zejména během rozsáhlých dělnických a rolnických nepokojů v 1905 a 1906. Carská vláda se do značné míry opírala o jejich spolehlivost i na začátku 20. století, kdy jejich společnost a polofeudální vojenská služba byly do značné míry již překonané. Kozáci již nebyli natolik oslavováni ruskou armádou, která v nich viděla málo ukázněné a nedostatečně vycvičené vojenské jednotky. Jejich bojové oddíly se začaly využívat jako průzkumníci, vojenské spojky či předváděcí průvod. Když se začala v únoru 1917 revoluce, kozáci rychle vystřízlivěli a připojili se k povstání, i když se do revoluce zprvu zapojilo jen málo kozáckých jednotek. Zběhnutí celé kozácké carské gardy (takzvaný Konvoi) bylo velkým úderem pro cara Mikuláše II.

### Zbraně

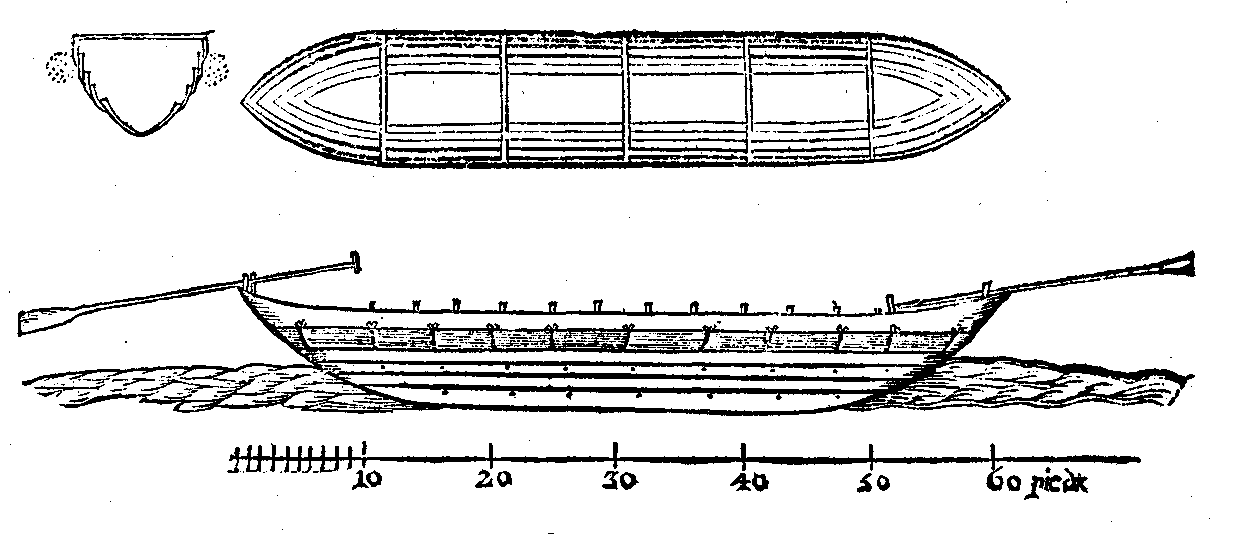
Čajka, loď záporožských kozáků, kresba z roku 1660

Švédský král Gustav Adolf II. na návrh plukovníka Melchiora von Wurmbrandta a barona Roberta Scotta zavedl v roce 1626 čtyřliberní (84 mm) kožená děla. Tato děla samozřejmě nebyla jen z kůže. Základ tvořila hlaveň z tenkého měděného či bronzového plechu dosahujícího tloušťky odpovídající čtvrtině kalibru děla. U konce komory byla tato hlaveň zesílená. Ústí hlavně svírala železná obruč a další obruče byly po celé délce hlavně. Vzdálenost mezi obručemi byla rovna kalibru zbraně. Další vrstvu tvořila prosmolená látka nebo provazy a koňské žíně. Celé to pak bylo obalené kůží namočenou v dehtu a sevřené ještě dvěma železnými obručemi s oky pro snazší přenášení. Dělo vážilo přibližně 48 kg a na lafetě ho snadno přemístil jeden kůň nebo dva lidé. Do koženého děla se nabíjely pouze olověné nebo kamenné projektily. V letech 1626–1630 se kožená děla zúčastnila několika bitev. Byla lehká a snadno se s nimi manipulovalo, ale měla několik zásadních nedostatků:
1. Kvůli nízké tepelné vodivosti kůže se dělo zahřálo sice až po 8–10 výstřelech, ale bronzový nebo měděný vnitřek hlavně shořel. V kůži se pak tvořily otvory, které měly za následek velké množství nehod.
2. Tato děla měla nedostatečnou mechanickou pevnost, což zásadně snižovalo jejich využití v boji.

Proto již v roce 1631 byla kožená děla ze švédské armády vyřazena. Některé z těchto zbraní se ale v různých podobách vyskytovaly i v polské armádě, a pak právě i u kozáků. Kozáci si velice zakládali na vysoké mobilitě své armády. Vzhledem k nízké hmotnosti byla kožená děla značně populární.

## Způsob života

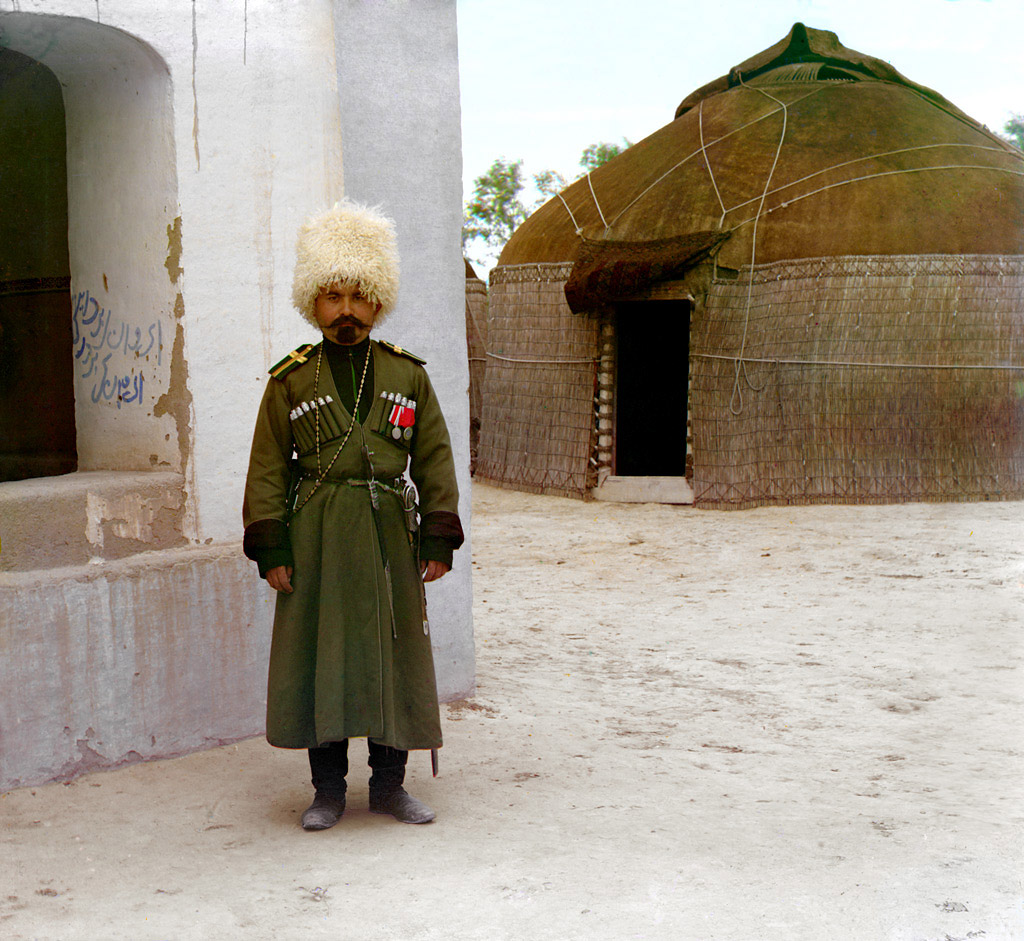
Kozák ze Sedmiříčí ve Střední Asii, 1911

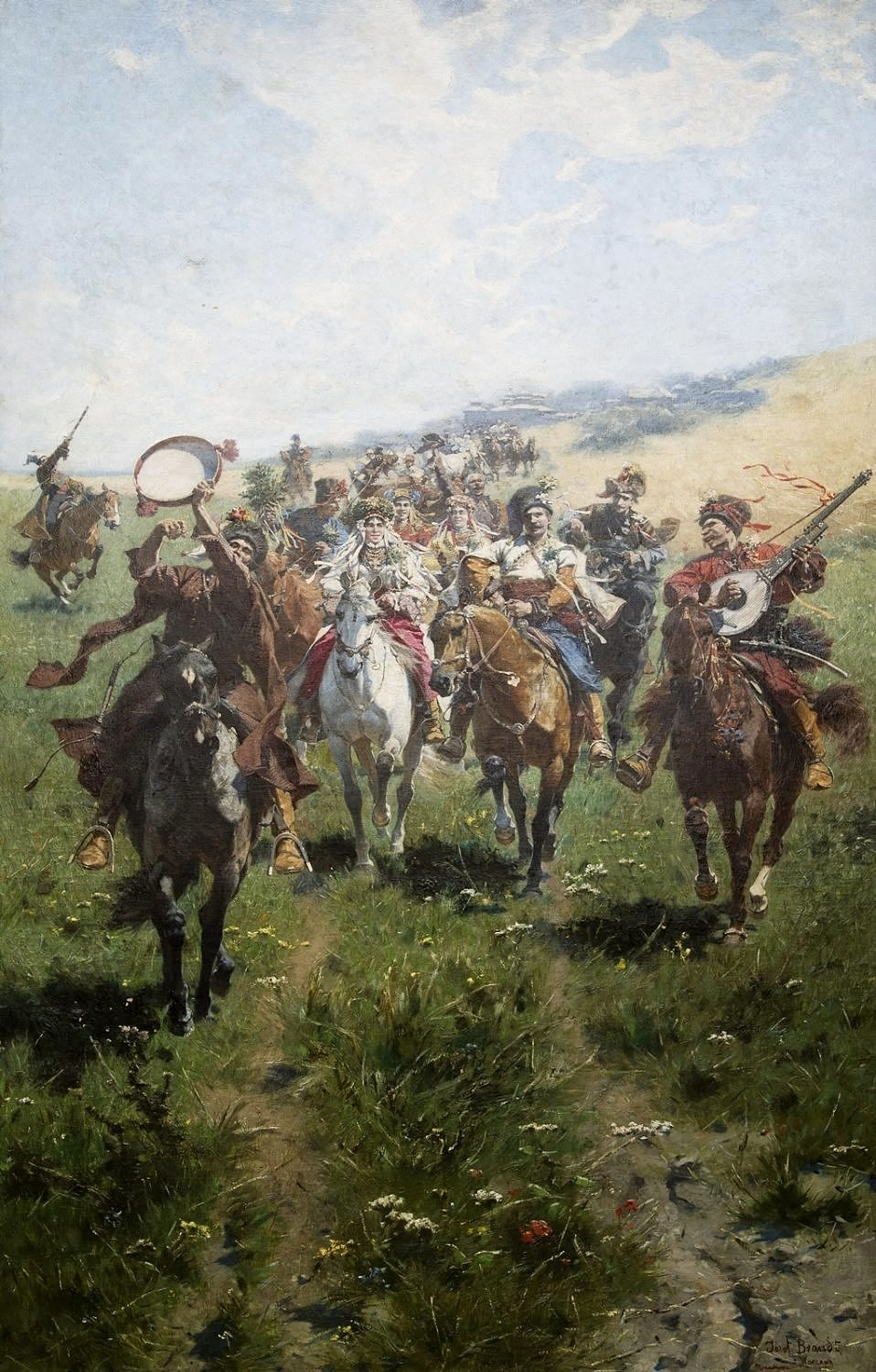
Kozácká svatba, Józef Brandt

Kozáci byli různorodé, převážně slovanské svobodné obyvatelstvo žijící na hranicích Moskevské Rusi, Litvy, Polska a tatarských chanátů, v řídce osídlených oblastech, daleko od státních center, přibližně mezi Dněstrem a Volhou. Po rozpadu Zlaté hordy toto obyvatelstvo pravděpodobně vzájemně splývalo a mísilo se s mnoha kočovnými kmeny. Kozáci tak žili v malých samostatných komunitách, přičemž často utvářeli vlastní ozbrojené jednotky nezávislé na okolních zemích. Vojenství mělo pro ně velký význam, byli většinou ve stavu permanentní války s okolními kočovnými národy. Válečná kořist byla jedním z jejich hlavních zdrojů obživy. Při svých výpravách na Krym a Kavkaz, do Turecka a Persie podnikali riskantní výpravy nejen po souši, ale i po moři. Používali při tom pouze lehké lodě, často dokonce pouze čluny vydlabané z kmenů stromů. Svou kořist dávali do společného kotle a přenechávali na starost pokladníkovi. Až po skončení výpravy uspořádali radu (duvan), na níž se kořist (jasir) rozdělila. Podíl závisel na zásluhách jednotlivce a jeho hodnosti, podíl po těch co zahynuli, dostali pozůstalí. Samostatný podíl dostávala pravoslavná církev, z ukořistěných děl se odlévaly zvony.
Kozácká samospráva a služba byly v úzké souvislosti s přerozdělováním půdy, která zajišťovala jejich obživu a byla tak základem jejich materiálních hodnot. Hlavním vlastníkem půdy byl stát, který jménem cara dával část půdy kozáckým vojskům, která si ji vykoupila vlastní krví. Část této půdy si kozácké vojsko nechávalo v záloze a zbytek přerozdělovalo jednotlivým stanicím. Ty znovu přerozdělovaly půdu mezi kozáky. Ti byli za doživotní užívání půdy a osvobození od placení daní povinni snášet vojenskou službu. Půdu udělovaly i kozácké šlechtě, v závislosti na jejich důstojnické hodnosti i dědičně. Tato půda se nesměla prodávat osobám nevojenského původu. V 19. století bylo zemědělství hlavním druhem hospodářství v kozáckých regionech, i když v různých oblastech existovaly určité odlišnosti – intenzivní rybolov v uralském, donském a ussurijském vojsku, myslivost v sibiřském, vinohradnictví a ovocnářství na Kavkaze a Donu. Byl to značný rozdíl a velký příklon k zemědělství oproti předchozím dobám, kdy v se donském vojsku na začátku 18. století podobná činnost mezi kozáky nemilosrdně trestala a upřednostňovalo se pastevectví a chov koní.

## Hierarchie
Tradičně jsou kozáci hierarchicky podřízeni atamanovi, nižší důstojníci jsou esaulové. Odznakem atamana je bulava, zvláštní rituální žezlo nebo palcát. U ukrajinských kozáků byl místo označení ataman používán výraz het'man (vykládané různě, patrně ale od germánského hauptman).

## Rozdělení

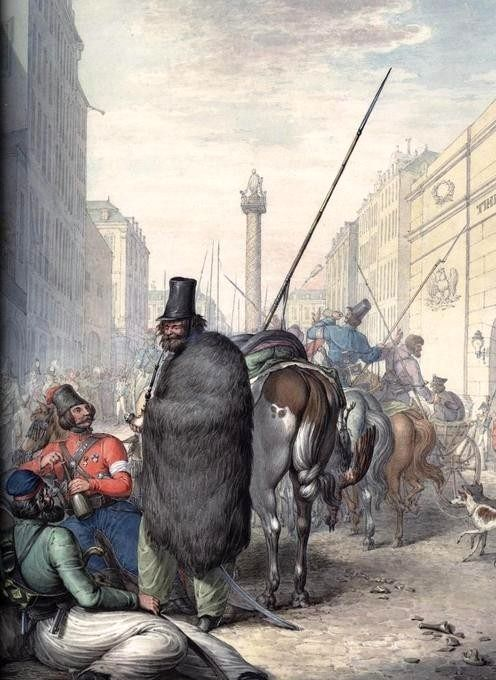
Kozáci v Paříži roku 1814 během napoleonských válek

Rozdělení kozáckých vojsk (v závorce rok oficiálního založení):
- Donské vojsko (1570)
- Kubáňské vojsko (1696)
- Terské vojsko (1577)
- Astracháňské vojsko (1760)
- Uralské vojsko (1591)
- Orenburské vojsko (1744)
- Semirečenské vojsko (1867)
- Sibiřské vojsko (1760)
- Zabajkalské vojsko (1851)
- Amurské vojsko (1858)
- Ussurijské vojsko (1889)

Původní záporožské vojsko bylo po nezdařené vzpouře, vedené Jemeljanem Pugačovem v roce 1775, převedeno do nepravidelného jezdectva a později přesídleno na tureckou hranici, kde vytvořilo základ kubáňského vojska. Uralští a orenburští kozáci se rozhodující mírou podíleli na kolonizaci Sibiře, zejména pod vedením atamana Jermaka Timofějeviče.

## Kozáci za první a druhé světové války

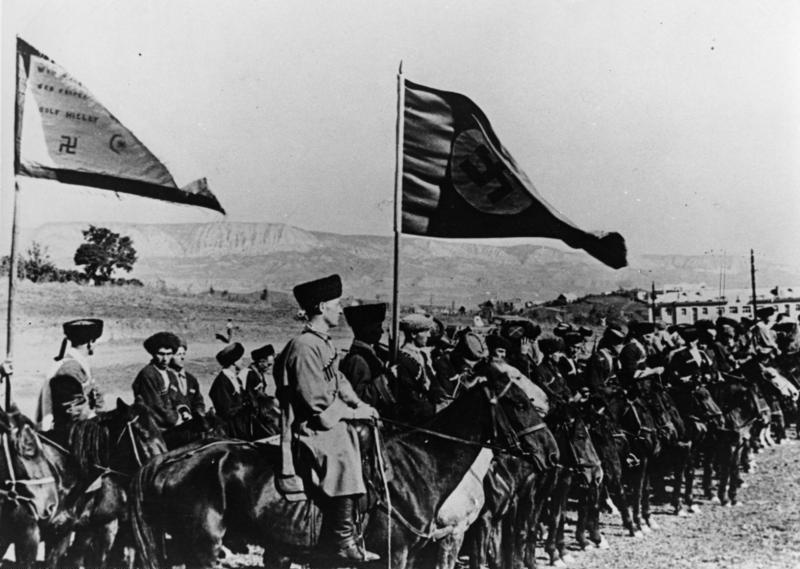
Kubáňští kozáci ve službách wehrmachtu

Carská moc zpočátku využívala kozáků jako loajálního vojska při potlačování vzpour. Po vypuknutí říjnové revoluce se kozáci, jichž bylo dle odhadů ještě před první světovou válkou na 4, 5 miliónů, přidávali na obě strany konfliktu. Mnozí zkušení velitelé, jako Pjotr Nikolajevič Krasnov nebo Andrej Grigorjevič Škuro, se postavili na stranu bílých, drobní kozáci se naopak přidávali k Rudé armádě, mezi nimi i později známý Semjon Buďonnyj. Po vítězství komunistů v roce 1920 konečně přišla krutá rána v podobě „dekozakizace“ (rusky razkazačivanie). Komunistická vláda totiž tvrdila, že kozáci jsou nebezpečný teroristický živel a potenciální nepřítel jejich režimu. Kozácká samospráva byla zrušena a jejich oblasti byly rozděleny mezi jednotlivé svazové republiky. To bylo nejhorší pro kozáky na Tereku a Donu. Brzy na to se jich dotkla vlna združstevňování a mnozí z nich byli označeni jako kulaci a odesláni na nucené práce.
V roce 1936 byla zrealizována myšlenka zavést kozácké jednotky do Rudé armády. Kozáci v Rudé armádě byly jezdecké jednotky, které však jen velmi okrajově navazovaly na své předchůdce.
Během Velké vlastenecké války se Hitler snažil využít kozácké nespokojenosti s vládou bolševiků nejprve na Ukrajině. V roce 1942 se Němci dostali do kozáckých oblastí na jihu Ruska. Kozáci se znovu zachovali různě, mnozí se přidali k nacistům zejména na Donu, kde byly rány během združstevňování nejtvrdší. A Němci se zde pokusili si místní obyvatelstvo naklonit a vedli zde poměrně mírnou politiku. V oblasti Kubáně v roce 1942 Němci vytvořili jakýsi kozácký okres. Němcům se podařilo vytvořit během války dvě kozácké divize (1. a 2. Kossaken-Kavallerie-Division), které byly organizovány na Ukrajině a později se používaly v boji proti partyzánům v Jugoslávii, případně byly nasazeny i v Maďarsku. Těmto jednotkám, které převzaly organizační strukturu německého jezdectva, veleli němečtí důstojníci. Mnozí jiní jednotlivci se zúčastnili likvidace židovského obyvatelstva nebo bojů s partyzány v rámci německých Hilfswilliger. Část těchto jednotek vstoupila do ruské osvobozenecké armády generála Vlasova. Přesto mnoho kozáků raději bojovalo v partyzánských jednotkách proti Němcům.[zdroj⁠?!]
Když počátkem roku 1943 začala z Kubáně a Donu německá vojska ustupovat, odešlo odtud s nimi spolu se svými rodinami několik desítek tisíc kozáků. Jejich počet v německé armádě nepřesáhl 20 tisíc. Po válce britská a americká armáda vrátila do SSSR 150 tisíc mužů, žen a dětí, kteří tvrdili, že jsou kozáci. Mnoho z nich nikdy nebylo občany SSSR (mnozí byli příslušníci různých asijských národů, např. Afghánci, které byly organizovány ve zvláštních oddílech), kde je považovali za zrádce a poslali je na nucené práce do gulagů. Návrat do jejich vlasti jim umožnili až po smrti Stalina. Represálií byly však postiženy v mnohem větší míře i jiné národy severního Kavkazu jako Karačevci, Balchaři, Ingušové a Čečenci.
Pravidelné kozácké jednotky Rudé armády se poprvé vyznamenaly v bitvě před Moskvou, kde operovaly v rámci sovětské 5. armády. Kozácká 20. jezdecká divize, později přejmenovaná na 2. gardový jezdecký sbor, kterému velel generálmajor L. M. Dovator, prorazila německou linii mezi Istrou, Kubinkou a Možajskem na styku německého VII. a XI. sboru a několik týdnů vedla těžké boje v německém týlu.
Jinde, kde se Němci chovali k obyvatelstvu krutě, však spontánně vznikaly kozácké partyzánské oddíly a kozácké obyvatelstvo se stavělo Němcům na odpor. Kozáci výrazně pomohli při obraně předpolí Kavkazu. V Rudé armádě od začátku války bojovalo 100 tisíc kozáků. Největší význam sehráli na sovětské straně kozáci z oblasti Tereku a Kubáně, když se podíleli na osvobozování Krasnodaru. Slavnostní přehlídky vítězství na Rudém náměstí 24. června 1945 se účastnil i čestný oddíl kubáňských kozáků.

## Současnost

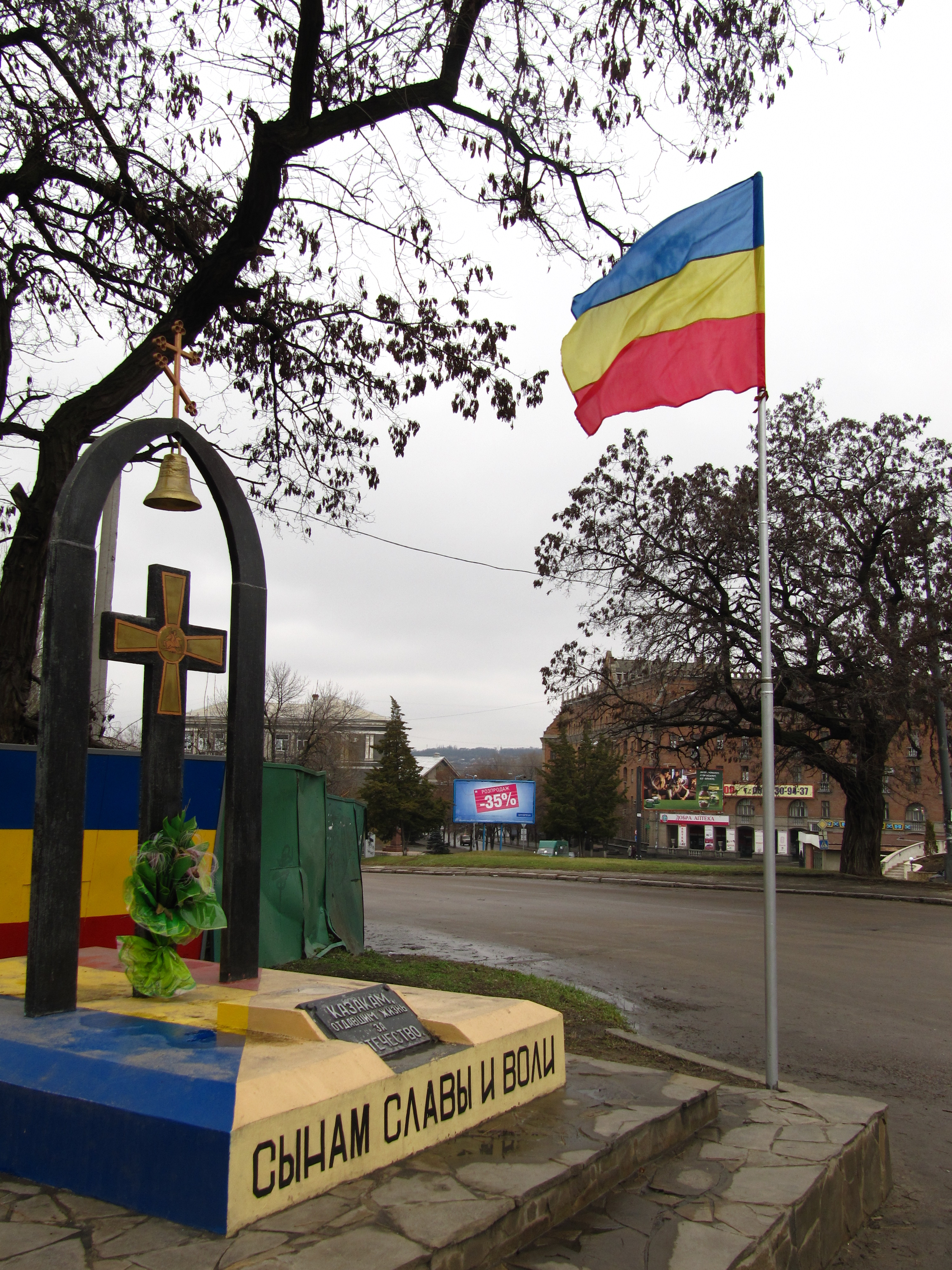
Pomník donským kozákům v Luhansku na Ukrajině

Po válce byly kozácké jednotky spolu s jezdectvím ze Sovětské armády vyřazeny a kozáctvo jako ozbrojená složka prakticky zaniklo. Nezanikly však kulturní tradice kozáckého lidu. Během perestrojky v druhé polovině 80. let se poměry v SSSR uvolnily, což dovolilo znovu vzniknout základům kozácké organizace, podobně jako byla známa z minulosti před Občanskou válkou. 28. až 30. června 1990 byla na sjezdu kozáků v Moskvě vytvořena rada atamanů a zvolen první nový všesovětský ataman Alexandr Martynov. Zanedlouho na to začaly v bývalých kozáckých oblastech vznikat organizace, které sdružují kozácké komunity. V současnosti se taková samospráva rozvíjí ve všech oblastech, kde žijí kozáci. Na jihu Ruska kozáci fungují jako polovojenská organizace, která hlídkuje v ruských oblastech. Momentálně[kdy?] se v ruské Dumě projednává zákon o kozácké státní službě.
Někteří donští kozáci, kteří žijí na obou stranách rusko-ukrajinské hranice a založili první stálá osídlení v Donbasu v 16. století na území tzv. Divokých polí, se v roce 2014 po vypuknutí války na východní Ukrajině přidali na stranu proruských separatistů. Donští a kubáňští kozáci se také zúčastnili válek v Podněstří a Abcházii.

## Kozáci v literatuře a ve filmu
- mnohokrát zfilmovaná povídka Taras Bulba (z knihy Mirgorod) od Nikolaje Vasiljeviče Gogola
- novela Kozáci od Lva Nikolajeviče Tolstého
- román Tichý Don od Michaila Šolochova – oceněn Nobelovou cenou
- román Perejeslavská rada od Natana Rybaka
- román Po perejeslavské radě: Smrt železného hetmana od Natana Rybaka
- román Sokrates od Dana Millmana
- v románech Henryka Sienkiewicze Ohněm a mečem, Potopa a Pan Wolodyjowski jsou kozáci vylíčeni spíše negativně, z polského pohledu a je zdůrazněna jejich krutost.